# Fuerza Aérea de Polonia
La Fuerza Aérea de Polonia (en polaco: Siły Powietrzne Rzeczypospolitej Polskiej) es el nombre que recibe la fuerza aérea de Polonia desde el 1 de julio de 2004. A partir de 1990 su nombre oficial era Fuerzas Aéreas y de Defensa Aérea (Wojska Lotnicze i Obrony Powietrznej) y anteriormente a lo largo de su historia fue conocida por otros nombres. Consta de 40 000 efectivos entre oficiales y personal alistado, distribuidos en 22 bases en toda Polonia.

## Historia
Fundada oficialmente en 1918 tras la restauración de la independencia del país, durante el periodo de entreguerras, desarrolló una industria aeronáutica nacional y una estructura operativa moderna para su tiempo. En la Segunda Guerra Mundial, sufrió grandes pérdidas en 1939, pero numerosos pilotos continuaron combatiendo en la RAF y otras fuerzas aliadas, destacando en batallas como la de Inglaterra. Durante la era comunista, fue reorganizada bajo doctrina soviética, operando aviones de origen ruso como los MiG-15, MiG-21 y Su-22. Tras la caída del comunismo, inició un proceso de modernización y occidentalización, ingresando en la OTAN en 1999. Actualmente opera cazas F-16C/D, MiG-29 modernizados, Su-22 en funciones secundarias, y ha adquirido cazas F-35A para sustituir progresivamente su flota heredada. La fuerza aérea incluye también capacidades de transporte, vigilancia aérea, defensa antiaérea y entrenamiento avanzado.

## Información general
El 1 de diciembre de 1918 se presentó una insignia de la Fuerza Aérea Polaca: el tablero blanco y rojo, en 1993 se invirtió el orden de los colores.
Las unidades básicas de aeronaves en la Fuerza Aérea de Polonia fueron llamadas tradicionalmente eskadra (escuadrón); las unidades más grandes, dywizjon (división, que constaba de varios escuadrones), lo que podría crear un pulk (regimiento) o brygada (brigada). 

## Aeronaves

### Aeronaves actuales
| Aeronave                      | Foto               | Origen                   | Tipo                        | Versiones                                 | En servicio                         | Notas                             |
| Aviones de combate            | Aviones de combate | Aviones de combate       | Aviones de combate          | Aviones de combate                        | Aviones de combate                  | Aviones de combate                |
| ----------------------------- | ------------------ | ------------------------ | --------------------------- | ----------------------------------------- | ----------------------------------- | --------------------------------- |
| F-35                          |                    | Estados Unidos           | Caza polivalente            | F-35A                                     | 4                                   | 32 pedidos                        |
| F-16 Jastrząb                 | F-16 Jastrząb      | Estados Unidos           | Caza polivalente            | F16C block 52+ F16D block 52+             | 36 12                               | Total 48                          |
| FA-50                         |                    | Corea del Sur            | Caza ligero / entrenamiento | FA-50GF Block 10                          | 12                                  |                                   |
| MiG-29                        | MiG-29             | Unión Soviética          | Caza multipropósito         | MiG-29A MiG-29UB                          | 22 6                                | Total 28                          |
| Su-22                         | Su-22              | Unión Soviética          | cazabombardero              | Su-22M4K Su-22UM3K                        | 12 6                                | Total 18                          |
| Aviones de transporte         |                    |                          |                             |                                           |                                     |                                   |
| C-130 Hercules                |                    | Estados Unidos           | Transporte pesado           | C-130E                                    | 6                                   |                                   |
| CASA C-295                    | CASA C-295         | España                   | Transporte mediano          | C-295M                                    | 16                                  |                                   |
| PZL M28                       |                    | Polonia                  | Transporte ligero           | M28B                                      | 25                                  |                                   |
| Gulfstream G550               |                    | Estados Unidos           | Transporte VIP              | G550                                      | 2                                   | #0001 #0002                       |
| Boeing BBJ2                   |                    | Estados Unidos           | Transporte VIP              | BBJ2                                      | 3 pedido. 1 será entregado en julio | #0003 #0004 #0005                 |
| Aviones AEW&C                 |                    |                          |                             |                                           |                                     |                                   |
| Saab 340 AEW&C                |                    | Suecia                   | AEW&C                       | Saab 340B AEW-300                         | 2                                   |                                   |
| Aviones de entrenamiento      |                    |                          |                             |                                           |                                     |                                   |
| PZL-130 Orlik                 | PZL-130            | Polonia                  | entrenador básico           |                                           | 28                                  |                                   |
| Alenia Aermacchi M-346 Master | M-346              | Italia                   | entrenador básico           |                                           | 16                                  |                                   |
| Helicópteros                  |                    |                          |                             |                                           |                                     |                                   |
| Mil Mi-8                      | Mi-8               | Unión Soviética          | helicóptero multipropósito  | Mi-8T Mi-8RL Mi-8P Mi-8S                  | 1 4 3                               | 11 y 1 para el transporte VIP     |
| Mi-2                          | Mi-2               | Polonia                  | helicóptero utilitario      | Mi-2                                      | 16                                  |                                   |
| Mi-17                         |                    | Rusia                    | helicóptero utilitario      | Mi-171-V                                  | 5                                   | 5 ordenados                       |
| Sikorsky S-70                 |                    | Estados Unidos · Polonia | helicóptero utilitario      | S-70i                                     | 8                                   |                                   |
| PZL W-3 Sokół                 | PZL W-3 Sokół      | Polonia                  | helicóptero utilitario      | W-3T W-3P W-3RL W-3WA W-3WA SAR W-3WA VIP | 24                                  |                                   |
| PZL SW-4                      | PZL SW-4           | Polonia                  | helicóptero ligero          |                                           | 24                                  | Usados también para entrenamiento |

## Accidentes e incidentes
- Vuelo 101 de la Fuerza Aérea de Polonia: El 10 de abril de 2010, un Túpolev Tu-154 del 36º Regimiento de Aviación Especial que llevaba al Presidente de Polonia Lech Kaczyński y a numerosas personalidades políticas importantes de ese país se estrelló en la base aérea de Smolensk cercana a Smolensk (Rusia), pereciendo todos los pasajeros a bordo.

## Escarapelas históricas

1993-actualidad.
1945-1993.
1943-1945 (Aviación del Ejército Polaco).
1940-1947 (Escuadrones polacos de Real Fuerza Aérea británica).
1940 (Fuerzas Aéreas Polacas en Francia).
1918-1939 (Fuerza Aérea Polaca).